# Entente nationale polonaise des syndicats
L’Ogólnopolskie Porozumienie Związków Zawodowych (OPZZ - qui peut être traduit comme Entente nationale polonaise des syndicats ou Alliance panpolonaise des syndicats) est une centrale syndicale interprofessionnelle de travailleurs polonaise affiliée à la Confédération européenne des syndicats et à la Confédération syndicale internationale.

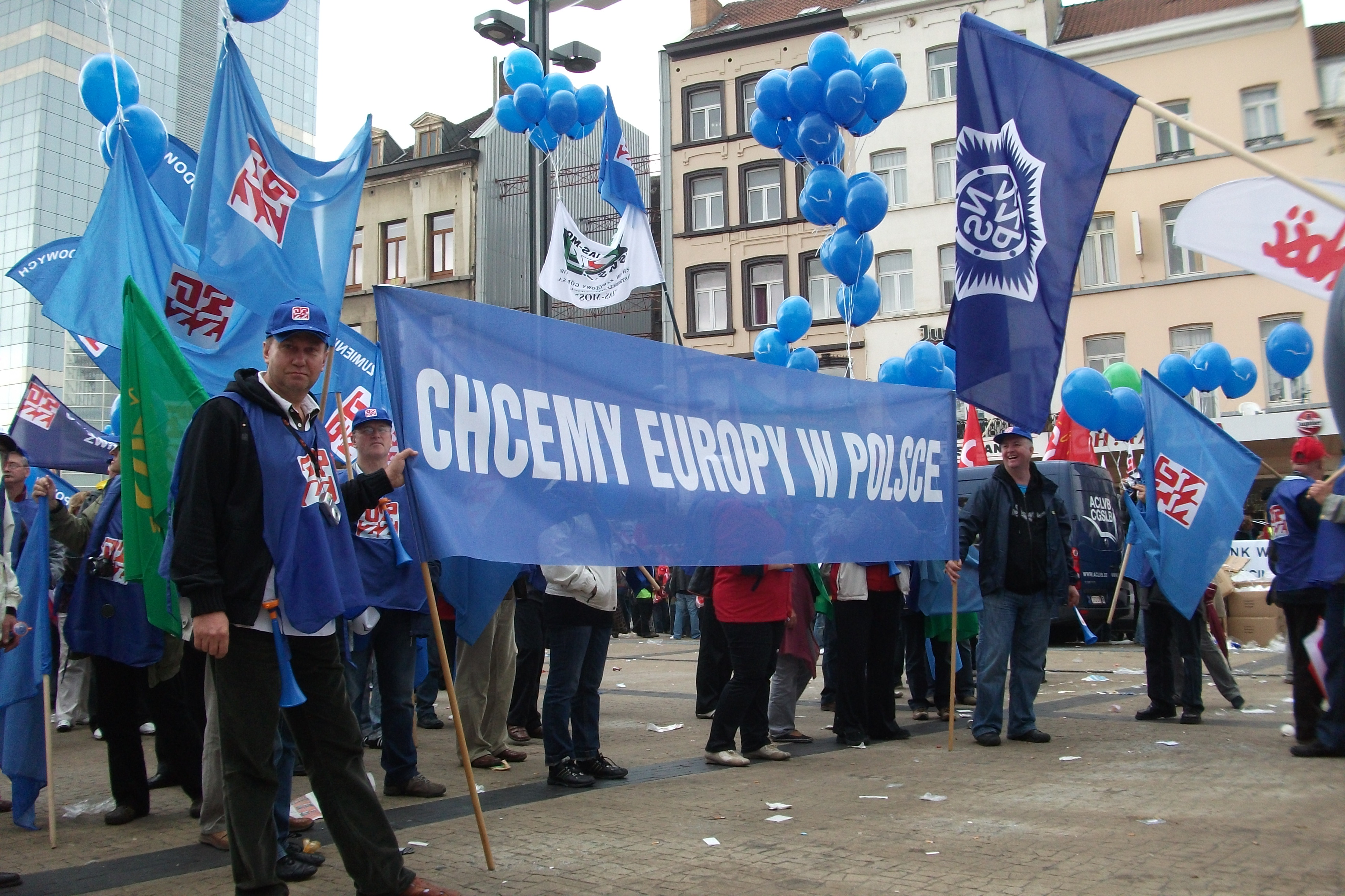
Manifestation de l'OPZZ à Bruxelles en 2010

## Historique
L'OPZZ a été créé le 24 novembre 1984 sur la base la loi sur les syndicats de 1982, il revendique 2,5 millions de membres en 1995. Il avait un lien fort avec le Parti communiste jusqu'en 1990. Il est resté lié à l'Alliance de la gauche démocratique jusqu'en 1999.

## Organisation
L'OPZZ est gouverné par un congrès (Kongres), un conseil (Rada) et une présidence (Prezydium).

### Les branches
Ses syndicats sont regroupés en branches :
1. secteur minier, chimie et énergie ;
2. métallurgie ;
3. éducation et recherche ;
4. service public, santé et assurance sociale ;
5. agriculture tourisme et alimentaire ;
6. construction, industrie et gestion forestière, routes ;
7. vêtements, cuir et industrie légère ;
8. transport ;
9. commerce, services, arts et culture.

### Les organisations régionales

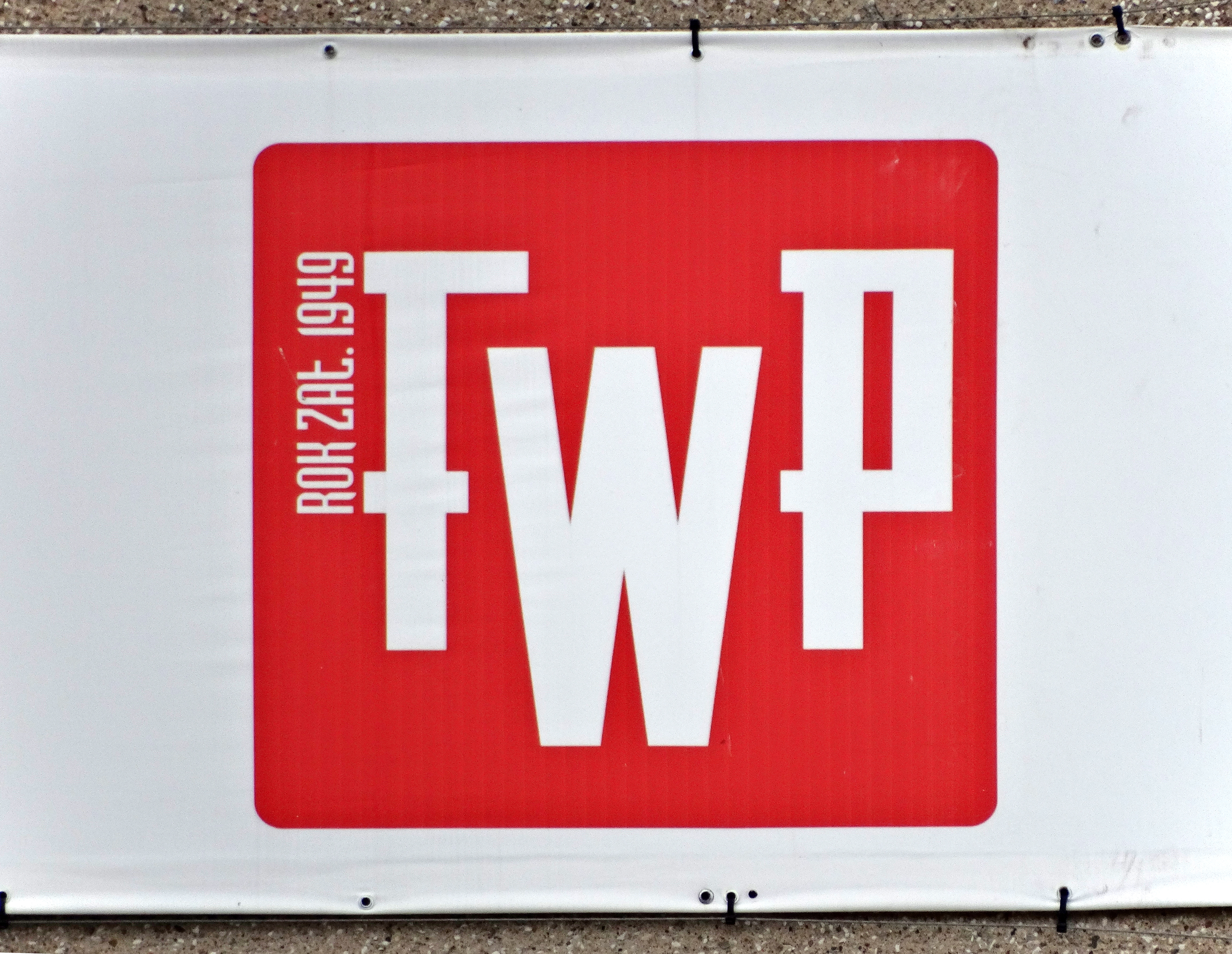

L'OPZZ est aussi structuré territorialement avec des unions régionales et locales dans 16 voïvodies et 240 districts.

### Les centres de vacances
L'OPZZ assure via une fondation créée à cet effet (pl) la gestion d'un réseau de centres de vacances créés par le Fundusz Wczasów Pracowniczych (pl) (FWP) à l'époque de la République populaire de Pologne.

### Les présidents de l'OPZZ
- Alfred Miodowicz (pl) (1984-1991) (Il a affronté en 1988 Lech Wałęsa dans un débat télévisé (pl) resté fameux qui préfigure le retour au pluralisme)
- Ewa Spychalska (pl) (1991-1996)
- Józef Wiaderny (pl) (1996-2002)
- Maciej Manicki (pl) (2002-2004)
- Jan Guz (2004-2019)
- Andrzej Radzikowski (pl) (depuis le 25 septembre 2019)